# Glencorse Parish Church

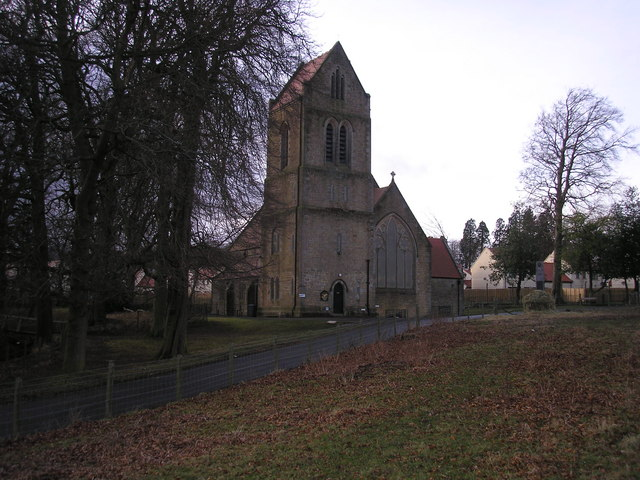
Glencorse Parish Church

Die Glencorse Parish Church ist ein Kirchengebäude der presbyterianischen Church of Scotland in der schottischen Stadt Penicuik in der Council Area Midlothian. 1985 wurde das Bauwerk in die schottischen Denkmallisten in der höchsten Kategorie A aufgenommen. 2021 wurde die Kirche infolge der Auflösung der ihr zugehörigen Kirchengemeinde geschlossen.

## Geschichte
Nachdem die Kirchengemeinde, unter anderem durch die Erweiterung der Glencorse Barracks, stetig wuchs, wurde die ehemalige Pfarrkirche des Parishs, die Glencorse Old Parish Church, zu klein. Aus diesem Grund wurde in den 1880er Jahren der schottische Architekt Robert Rowand Anderson mit der Planung eines größeren Neubaus beauftragt. Zur Deckung der Kosten spendete der im nahegelegenen Bush House lebende Robert Trotter 400 £. Außerdem stiftete er ein Areal, das heute noch als Friedhof dient. Die Glencorse Parish Church entstand in den Jahren zwischen 1883 und 1887. Die Bleiglasfenster wurden 1895 beziehungsweise 1918 eingesetzt. Während ursprünglich Öllampen zur Beleuchtung dienten, wurde zwischenzeitlich elektrisches Licht installiert. 2021 wurde die der Kirche zugehörige Gemeinde aufgelöst und das Kirchengebäude 2022 durch die Church of Scotland zum Verkauf angeboten.

## Beschreibung
Die Glencorse Parish Church liegt am Nordrand der Stadt unweit ihres Vorgängerbaus. Es weist Details der neogotischen Architektur auf, ist jedoch nicht vollständig in diesem Stil gestaltet. Das Mauerwerk besteht aus hellem Sandstein. Einzig die Gebäudekanten und -öffnungen sind mit fahlen Steinquadern abgesetzt. Links des Langhauses tritt an der ostexponierten Frontseite der Glockenturm hervor. An dessen Fuß befindet sich mittig das schlichte spitzbögige Eingangsportal. Auch der Turm ist verhältnismäßig schlicht gestaltet, mit Schlitzfenstern und Lanzettfenstern in den Obergeschossen. Er schließt mit einem Satteldach. An der Giebelseite rechts des Turms befindet sich ein flächiges Maßwerk aus fünf Lanzettfenstern. Das drei Achsen weite Langhaus ist mit Lanzettfenstern und schlichten Strebepfeilern gestaltet. Das Taufbecken wurde in der ehemaligen Pfarrkirche während der Renovierung im Jahre 1811 aufgefunden. Es könnte ursprünglich aus der Chapel of St Kathrine stammen, die im Zuge der Aufstauung des Glencorse Reservoirs überflutet wurde.